# Bernd Fischerauer
Bernd Fischerauer (11 de marzo de 1943 – 15 de mayo de 2017) fue un director, guionista, actor y escritor austriaco.

## Biografía
Nacido en Graz, Austria, Bernd Fischerauer completó sus estudios de secundaria en su ciudad natal. En 1961 ingresó en el Seminario Max Reinhardt, graduándose en 1965 como director. 
La mayor parte de su trayectoria se llevó a cabo en el teatro y la televisión. En 1968 realizó el estreno en Graz de la obra de Wolfgang Bauer Magic Afternoon, en la que actuaba Herwig Seeböck. A partir de 1969 actuó en el Volkstheater de Viena bajo la dirección de Gustav Manker, donde acabó dirigiendo a jóvenes autores austriacos como Wolfgang Bauer (Change en 1969, Silvester oder Das Massaker im Hotel Sacher en 1971), Peter Turrini (Rozznjogd, Sauschlachten, Der tollste Tag) y Hartmut Lange (Die Gräfin von Rathenow). Además, dirigió también la obra de Heinrich von Kleist El cántaro roto (con Helmut Qualtinger), y la de Elias Canetti Hochzeit.
Su producción de Change representada en el Volkstheater fue invitada en 1970 al festival de teatro Berliner Theatertreffen. Fischerauer escribió un guion basado en la pieza, debutando como director de cine en 1975 con la película Change. Como director teatral, recibió el Premio Karl Skraup al mejor director de la temporada 1971/1972. 
Para la pequeña pantalla, fue director de la miniserie de cuatro horas de duración Sangre y honor: la juventud bajo Hitler (1982). Su telefilm Liebe und weitere Katastrophen (1999) logró el Premio Bambi para sus protagonistas, siendo él nominado al Premio Grimme. Otros de sus trabajos televisivos fueron Die Wiesingers, Der Salzbaron, Apollonia, Gipfelsturm, y la serie de éxito internacional Regina auf den Stufen.
Como actor cinematográfico, destaca su trabajo como el obispo von Galen en la película de Costa-Gavras de 2002 Amen., basada en una obra teatral de Rolf Hochhuth.
A partir de 2009, Fischerauer trabajó en la serie televisiva en diez capítulos Vom Reich zur Republik, emitida por ARD-alpha, y que trataba sobre hechos de la historia contemporánea desde 1862 a 1949.
Bernd Fischerauer falleció en Múnich, Alemania, en el año 2017, a causa de un cáncer. Había estado casado con la actriz Rita Russek.

## Filmografía como director (selección)
- 2009 : Hitler vor Gericht (telefilm)
- 2009 : Der Staat ist für den Menschen da (telefilm)
- 2010 : Der Gewaltfrieden (telefilm)
- 2011 : Die Konterrevolution (telefilm)
- 2012 : Die Machtergreifung (telefilm)
- 2012 : Die Reichsgründung (telefilm)
- 2012 : Die nervöse Großmacht (telefilm)
- 2012 : Europas letzter Sommer (telefilm)
- 2012 : Der Weg zur Macht (telefilm)

## Libros
- 2017 : Burli, novela, Picus-Verlag, ISBN 978-3-7117-2046-7.
- 2017 : Neumann, novela, Picus-Verlag, ISBN 978-3-7117-2057-3.